# ملعب جوفروا غيشار
ملعب جوفروا غيشار (بالفرنسية: Stade Geoffroy-Guichard)‏ هو ملعب كرة قدم متعدد الأغراض يقع في لوار، فرنسا، يتسع لـ 26,747 متفرج.

## التاريخ
بدأ بناء الملعب في 1930 وافتتح في 13 سبتمبر 1931. تم تجديده في 1983.

## أهم الأحداث التي استضافها
- كأس العالم لكرة القدم 1998
- كأس الأمم الأوروبية لكرة القدم 1984
- كأس القارات 2003
- كأس الأمم الأوروبية لكرة القدم 2016